# Flatholmen, Småland
För andra betydelser, se Flatholmen
Flatholmen eller Stora Flatholmen som den ibland kallas för att skilja den från en annan ö med samma namn i samma socken, är en ö i Västrums socken, Västerviks kommun i Tjusts skärgård. Ön har en yta på 11 hektar.
Flatholmen tillhörde tidigare Marsö, och kallas ibland på Marsö för "Marsös koloni". Ett fiskeläge har funnits där mycket länge, på 1700-talet fick ön bofast befolkning. På 1930-talet bodde 6-7 familjer på Flatholmen som hade omkring 40 innevånare. Fisket var den främsta näringen men det hölls även kor och får på ön, och förekom även båtbyggeri. 1961 fick Flatholmen elektricitet. 2012 fanns fyra bofasta på ön, därtill någon enstaka sommarstuga.
Trots namnet är Flatholmen inte någon platt ö utan domineras av en bergsrygg. Trots sin litenhet är artrikedomen stor, över 300 växtarter har dokumenterats här.